# Association du corps préfectoral et des hauts fonctionnaires du ministère de l'Intérieur
 (août 2025).
Historique
L’Association du corps préfectoral et des hauts fonctionnaires du ministère de l’Intérieur (ACPHFMI) trouve ses origines en décembre 1907, à Paris, sous la présidence de René ALLAIN-TARGÉ, doyen d’âge. Baptisée à l’époque « Association de prévoyance et d’assistance de l’administration préfectorale », elle rassemble plus de 300 fonctionnaires lors de sa création. Parmi ses fondateurs figurent des personnalités influentes comme Justin de SELVES, Louis LÉPINE, Félix TRÉPONT, et Pierre GENEBRIER. Georges CLEMENCEAU, alors chef du gouvernement et ministre de l’Intérieur, en devient président d’honneur, conférant à l’association une reconnaissance institutionnelle dès ses débuts.
Cette première version de l’association joue un rôle central dans la consolidation d’un esprit de corps parmi les préfets et sous-préfets. Dissoute sous le régime de l’État français (Vichy), elle ne renaît qu’en octobre 1945. À cette date, l’association, auréolée des combats de nombreux hauts fonctionnaires  dont Jean MOULIN, est réorganisée sous l’impulsion de figures emblématiques, notamment Émile BOLLAERT, élu président. Elle s’adapte alors aux transformations administratives majeures, notamment à la création de l’École nationale d’administration (ENA), qui intègre les administrateurs civils du ministère de l’Intérieur. Ce renouveau connaît un succès immédiat, regroupant la majorité des membres de l’administration préfectorale.
Le rôle de l’association est la défense des intérêts professionnels et moraux de ses membres, tout en maintenant un esprit de solidarité et de cohésion.
Elle participe aux grandes réformes de la haute fonction publique, notamment avec le projet de loi de 1948 sur la déconcentration et les pouvoirs préfectoraux, qui marque un tournant pour la reconnaissance du rôle des préfets en tant que représentants de l’État dans les départements. Le décret du 19 juin 1950, qui institue le statut particulier du corps préfectoral, reflète également les contributions majeures de l’association. Il affirme le rôle des préfets comme délégués du gouvernement, responsables de la direction générale des services de l’État dans les départements, de la représentation des intérêts nationaux et du contrôle administratif des collectivités territoriales.
Au fil des décennies, l’association continue d’évoluer en s’adaptant aux mutations de l’administration publique. La réforme de la haute fonction publique, initiée par l’État en 2021, avec la transformation de l’ENA en Institut national du service public (INSP) et la création du corps des administrateurs de l’État en 2023, marque un nouveau chapitre. Le corps des préfets est mis en extinction et ces derniers sont désormais des administrateurs de l’État pouvant exercer des fonctions de préfets. Dans ce contexte, l’ACPHFMI met en place un service d’accompagnement personnalisé pour ses membres, réaffirmant sa vocation d’entraide et de solidarité tout en s’inscrivant dans les transformations contemporaines de l’administration.
Nature juridique de l’ACPHFMI
L’ACPHFMI est une association régie par la loi de 1901, comme le sont de nombreuses organisations professionnelles et de solidarité en France.   
À ce titre, elle dispose d’une autonomie juridique et organisationnelle, tout en maintenant des liens étroits avec le ministère de l’Intérieur et les institutions publiques. Elle œuvre dans un cadre non lucratif, au service de ses membres et des missions qu’elle s’est fixées.